# Carina Enoch
Carina Enoch (* 30. Oktober 1987 in Nürtingen, Deutschland) ist eine deutsche Fußballspielerin, die für den 1. FC Saarbrücken in der Frauen-Bundesliga spielt.

## Werdegang

### Fußballkarriere
Carina Enoch startete ihre Karriere mit dem TSV Beuren. Es folgten Stationen beim FV 09 Nürtingen und beim SV Jungingen, bevor sie 2007 zum BFC Pfullingen ging. Enoch spielte eine Saison für Pfullingen, bevor sie 2008 zum VfL Sindelfingen wechselte. In Sindelfingen gab Enoch am 23. Februar 2014 ihr Frauen-Bundesliga-Debüt für den VfL Sindelfingen gegen den MSV Duisburg. Ab der Saison 2014/15 spielt sie für den 1. FC Saarbrücken.

### Persönliches
Ihre zwei Jahre jüngere Schwester Nadine Enoch spielte eine Zeitlang mit ihr gemeinsam beim TSV Beuren, beim FV 09 Nürtingen und beim SV Jungingen.